# Stor-Ottertjärnen
Stor-Ottertjärnen är en sjö i Ånge kommun i Medelpad och ingår i Ljungans huvudavrinningsområde. Sjöns area är 0,027 kvadratkilometer och den befinner sig 390 meter över havet.